# Ninon Colneric
Ninon Colneric (* 29. August 1948 in Oer-Erkenschwick) ist eine deutsche Rechtswissenschaftlerin und ehemalige Richterin am Europäischen Gerichtshof in Luxemburg. Sie war dort die erste deutsche Richterin.

## Ausbildung
Ninon Colneric machte 1967 am Städtischen neusprachlichen Mädchengymnasium Datteln Abitur. 1967/1968 studierte sie Germanistik und Philosophie an der Universität Tübingen, um Lehrerin zu werden. Gleichzeitig absolvierte sie ein Studium Generale am Leibniz-Kolleg Tübingen und wurde dort auf die Rechtswissenschaft aufmerksam. Es sprach sie an, dass auch dort Texte interpretiert und philosophische Fragen erörtert wurden, aber mit praktischen Konsequenzen. Den Ausschlag für die Hinwendung zur Rechtswissenschaft gab, dass die junge Frau bei der Polizei in empörender Weise behandelt worden war, als sie Anzeige wegen einer versuchten Vergewaltigung erstattete. Einerseits übte der Beruf Lehrerin immer weniger Anziehungskraft auf sie aus, andererseits entwickelte sich der unbestimmte Wunsch, Menschen wie diesen unverschämten Polizisten in ihre Schranken weisen zu können. Ein konkreter Berufswunsch entwickelte sich daraus erst später.
Im Anschluss an das Studium Generale studierte sie Rechtswissenschaften in Tübingen, München und Genf, dort mit dem Schwerpunkt Internationales Recht und Rechtsvergleichung. 1972 legte sie an der Ludwig-Maximilians-Universität in München die Erste Juristische Staatsprüfung mit der Note gut ab.
1973 und 1974 führte sie Recherchen für ihre Dissertation in Großbritannien durch und hatte einen Gaststatus an der London School of Economics.
Ab März 1974 leistete sie ihren Referendardienst in Bayern ab und war 1974/1975 wissenschaftliche Hilfskraft am Institut für europäisches und internationales Wirtschaftsrecht der Universität München. 1976 folgte die Zweite Juristische Staatsprüfung in München, bei der Ninon Colneric die Note vollbefriedigend erhielt.
1977 wurde sie mit summa cum laude promoviert. Für ihre Dissertation wurde ihr 1978 von der Universität München der Fakultätspreis verliehen. Als Studentin und Doktorandin wurde Ninon Colneric von der Studienstiftung des deutschen Volkes gefördert.

## Karriere
Anfang 1977 war Ninon Colneric zwei Monate lang richterliche Hilfskraft am Landesarbeitsgericht Niedersachsen, ab Mitte April 1977 war sie Vorsitzende einer Kammer des Arbeitsgerichts Oldenburg.  Am 3. April 1980 wurde die Juristin zur Richterin auf Lebenszeit ernannt. Vom 1. Oktober 1981 bis zum 30. September 1984 wurde sie mit der Vertretung einer Professur im Studiengang Juristenausbildung der Universität Bremen beauftragt und für diese Zeit vom Richteramt beurlaubt.
Vom 1. Oktober 1984 bis zum 30. September 1985 folgte eine richterliche Tätigkeit am Arbeitsgericht Oldenburg.
1985 habilitierte sich mit einer Arbeit zum Arbeitskampfrecht an der Universität Bremen und erhielt als erste Frau vom Fachbereich Rechtswissenschaften eine Venia legendi, in ihrem Fall für die Fachgebiete Arbeitsrecht, Rechtssoziologie und Sozialrecht. 1985/1986 wurde Ninon Colneric erneut für etwa ein Jahr vom Richteramt beurlaubt, um die Vertretung einer Professur am Fachbereich Rechtswissenschaft der Universität Frankfurt übernehmen zu können.
Von Ende 1986 bis Mitte 1989 kehrte sie zu ihrer richterlichen Tätigkeit am Arbeitsgericht Oldenburg zurück.
Von 1989 bis 2000 war sie Präsidentin des Landesarbeitsgerichts Schleswig-Holstein. Seit 1996 ist sie Honorarprofessorin an der Universität Bremen für das Fachgebiet Arbeitsrecht, unter besonderer Berücksichtigung des europäischen Arbeitsrechts.
1994/1995 wirkte sie als Experienced Manager in Institutional Building an dem Projekt des European Expertise Service (EU) zur Reform des Arbeitsrechts und seines institutionellen Rahmens in Kirgistan mit.
Vom 15. Juli 2000 bis zum 6. Oktober 2006 wurde sie auf Veranlassung der damaligen rot-grünen Bundesregierung Richterin am Europäischen Gerichtshof. Sie war damit die erste deutsche Frau in dieser Einrichtung. Ihr Mandat wurde aus Gründen des politischen Proporzes nicht erneuert, stattdessen wurde der als wirtschaftsliberal geltende Kölner Rechtsprofessor Thomas von Danwitz entsandt. Da Ninon Colneric ohne berufliche Absicherung an den Europäischen Gerichtshof gegangen war, wurde sie nun arbeitslos.
Zwischen 2008 und 2011 war sie Ko-Dekanin der China-EU School of Law, einem Kooperationsprojekt zwischen europäischen Universitäten und der China University of Political Science and Law.
Ab 2006 war sie freiberuflich in Hamburg tätig.

## Ämter und Mitgliedschaften
- 1988–1993: Mitglied des wissenschaftlichen Beirats des Zentrums für Europäische Rechtspolitik an der Universität Bremen[1]
- 1992–1996: Mitglied des ZDF-Fernsehrats
- seit 1993: Mitherausgeberin des Informationsdienstes Europäisches Arbeits- und Sozialrecht (EuroAS)[1]
- seit 10/1997: Mitglied des Fachzeitschriftenbeirates der Fachzeitschrift Arbeit und Recht[1]
- 1997–1998: Gründungsvorsitzende des Vereins zur Förderung der Kriminalitätsverhütung in der Landeshauptstadt Kiel e.V.[1]
- Seit 1999: stellvertretende Vorsitzende des DGB-Schiedsgerichtes[3]
- seit 2/2000: Mitglied des von der Europäischen Kommission eingerichteten Network of legal experts on the application of Community law on equal treatment for women und men[1]
- Seit 2020: Beirätin des Instituts für Weltanschauungsrecht (ifw)[8]
- Mitglied des Kuratoriums des Europa-Kollegs Hamburg[9]
- Beirätin von Whistleblower-Netzwerk[2]
- Mitglied im Kulturausschuss der Hamburger Hauptkirche St. Katharinen
- Mitglied im Beirat des Kieler Klimaschutzfonds[1]
- Internationale Gesellschaft für das Recht der Arbeit und der sozialen Sicherheit[1]
- Deutsch-Spanische Juristenvereinigung e.V.[1]
- Deutsch-Japanische Gesellschaft für Arbeitsrecht e.V.[1]
- International Association of Lawyers against Nuclear Arms[1]
- Vereinigung für Rechtssoziologie[1]
- Gründungsmitglied der Europäischen Juristinnenvereinigung[1]

## Veröffentlichungen (Auswahl)
- Der Industrial Relations Act. Ein Beispiel ineffektiver Gesetzgebung aus dem kollektiven Arbeitsrecht. (1979, Diss.).
- Der Mythos von der Männlichkeit des Staates. In: Konstanze Görres-Ohnde, Monika Nöhre, Anne-José Paulsen (Hrsg.): Die OLG-Präsidentin. BMV Berliner Wissenschafts-Verlag, Berlin 2007, S. 61–66, ISBN 978-3-8305-1444-2
- Die Rolle der Rechtsvergleichung in der Praxis des EuGH. In: Astrid Epiney, Marcel Haag, Andreas Heinemann (Hrsg.): Die Herausforderung von Grenzen - Le défi des frontières - Challenging boundaries. Festschrift für Roland Bieber - Mélanges en l'honeur de Roland Bieber - Essays in honor of Roland Bieber. Nomos Verlag, 1. Auflage 2007, S. 316–323, ISBN print: 978-3-8329-2711-0